# Каргалинское водохранилище
Каргали́нское водохрани́лище (каз. Қарғалы бөгені) — водохранилище, расположенное в 60 км от города Актобе, по руслу реки Каргалы.
Каргалинское водохранилище было введено в эксплуатацию в 1975 году для нужд сельского хозяйства. Планировалось орошать не менее 17 тыс. га сельскохозяйственных угодий посредством подземного канала длиной 18,8 км.
В Каргалинское водохранилище впадают реки Каргалы, Шанды, Карабутак и Косистек.
Расчётная вместимость составляет 280 млн м³, но при паводках, когда сюда стекает вся талая вода со степей Каргалинского и Хромтауского районов, максимальный объём может достигать 500—600 млн м³. Каргалинское водохранилище, в отличие от расположенного на равнинной местности Актюбинского водохранилища, находится в углублении между горами, которое было проделано путём взрывов. Средняя глубина равна 10 м, максимальная глубина — 31,8 м. Площадь зеркала — 28,5 км². Длина плотины водохранилища — 325 м, высота — 35 м.